# بلویین
بلویین (به صربی: Beloljin) یک منطقهٔ مسکونی در صربستان است که در پروکوپلیه واقع شده‌است. بلویین ۵۶۹ نفر جمعیت دارد.